# Axinulus croulinensis
Axinulus croulinensis är en musselart som först beskrevs av John Gwyn Jeffreys 1847.  Axinulus croulinensis ingår i släktet Axinulus, och familjen Thyasiridae. Arten är reproducerande i Sverige.